# Tom Reece
Tom Reece (12 agosto 1873 – 26 ottobre 1953) è stato un giocatore di snooker gallese, finalista del Campionato del mondo di English Biliards per sei volte (1912, 1913, 1914, 1921, 1924 e 1925).

## Carriera nello snooker
Tom Reece esordì nel mondo dello snooker nell'American Tournament 1907-1908, classificandosi secondo nel girone, dietro a Charles Dawson.
Nel 1911, il gallese vinse l'Australian Professional Championship contro Frank Smith.
Dopo una lunga inattività, nel 1946 Reece partecipò al secondo turno di qualificazione per il Campionato mondiale, perdendo 8-2 contro Kingsley Kennerley.

## Risultati
In questa tabella sono riportati i risultati nei tornei di snooker in cui Tom Reece ha partecipato.
| Competizioni                                  | Anni                       | Risultati                  | Vincite                    | Century Breaks             | Miglior break              |
| Tornei della Tripla Corona                    | Tornei della Tripla Corona | Tornei della Tripla Corona | Tornei della Tripla Corona | Tornei della Tripla Corona | Tornei della Tripla Corona |
| --------------------------------------------- | -------------------------- | -------------------------- | -------------------------- | -------------------------- | -------------------------- |
| Campionato mondiale                           | 1946                       | Turno 2 Q                  | £0                         | 0                          | ?                          |
| Totale (Campionato mondiale)                  | 1 partecipazione           | 1 partecipazione           | £0                         | 0                          | ?                          |
| Altri tornei                                  |                            |                            |                            |                            |                            |
| The American Tournament                       | 1907-1908                  | 2°                         | £0                         | 0                          | ?                          |
| The American Tournament                       | 1908-1909                  | 4°                         | £0                         | 0                          | ?                          |
| The American Tournament                       | 1909-1910                  | 3°                         | £0                         | 0                          | ?                          |
| Totale (The American Tournament)              | 3 partecipazioni           | 3 partecipazioni           | £0                         | 0                          | ?                          |
| Professional Tournament                       | 1910-1911                  | 4°                         | £0                         | 0                          | ?                          |
| Totale (Professional Tournament)              | 1 partecipazione           | 1 partecipazione           | £0                         | 0                          | ?                          |
| Australian Professional Championship          | 1911                       | Vincitore                  | £0                         | 0                          | ?                          |
| Totale (Australian Professional Championship) | 1 partecipazione           | 1 partecipazione           | £0                         | 0                          | ?                          |
| Totale carriera                               | 6 tornei disputati         | 6 tornei disputati         | £0                         | 0                          | ?                          |

## Statistica match
| Round                           | Match | Vittorie | Pareggi | Sconfitte | % vittorie |
| ------------------------------- | ----- | -------- | ------- | --------- | ---------- |
| Finale                          | 1     | 1        | 0       | 0         | 100%       |
| Secondo turno di qualificazione | 1     | 0        | 0       | 1         | 0%         |
| Fase a gironi                   | 23    | 9        | 5       | 9         | 39,13%     |
| Totale                          | 25    | 10       | 5       | 10        | 40%        |

## Testa a testa
Nella seguente tabella vengono elencati giocatori per numero di sfide contro Tom Reece.
| N° | Giocatore          | Match | Vittorie | % vittorie |
| -- | ------------------ | ----- | -------- | ---------- |
| 1  | Melbourne Inman    | 4     | 3        | 75%        |
| 2  | Tom Aiken          | 2     | 2        | 100%       |
| 3  | Walter Lovejoy     | 1     | 1        | 100%       |
| 4  | James Collens      | 1     | 1        | 100%       |
| 5  | Frank Smith        | 1     | 1        | 100%       |
| 6  | Edward Diggle      | 4     | 1        | 25%        |
| 7  | Cecil Harverson    | 5     | 1        | 20%        |
| 8  | Kingsley Kennerley | 1     | 0        | 0%         |
| 9  | Charles Dawson     | 1     | 0        | 0%         |
| 10 | James Harris       | 1     | 0        | 0%         |
| 11 | Harry Stevenson    | 4     | 0        | 0%         |

      Saldo positivo
      Saldo negativo

## Tornei vinti

### Snooker
- Australian Professional Championship: 1 (1911)[5]

## Finali perse

### Biliardo inglese
- World Biliard Championship: 6 (1912, 1913, 1914, 1921, 1924, 1925)